# إعصار جيانغسو
إعصار جيانغسو هو إعصار نتج عن عاصفة رعدية ضرب محافظة جيانغسو شرق الصين في يوم 23 يونيو 2016 وأسفر الإعصار عن مصرع 98 شخص وإصابة 800 شخص آخر، مدينة يانشينغ التي ضربها الإعصار في الساعة الثانية ظهراً بالتوقيت المحلي أكثر المدن التي تضررت من الإعصار حيث دمرت عدة منازل هناك.